# フライイン・タスク
フライイン・タスク (FIN) は、熱気球競技における種目の一つである。

## 概要
大会主催者側が一つのターゲットを決定し、熱気球競技者は、km単位で離れた場所から離陸し、ターゲットを目指す。ジャッジ・デクレアド・ゴール (JDG) とは異なり、パイロットは離陸地を自由に選択することができる。また、パイロット・デクレアド・ゴール (PDG) やフライオン・タスク (FON) などと複合で行われる事が多い。FINのターゲット付近に達した競技者は、マーカーと呼ばれる目印を落とし、どのくらいターゲットの近くに寄る事ができたかを競う。

### 他の競技種目
- ジャッジ・デクレアド・ゴール(JDG)
- パイロット・デクレアド・ゴール(PDG)
- フライオン・タスク(FON)
- ヘジテーション・ワルツ(HWZ)
- ヘア・アンド・ハウンド(HNH)
- ミニマム・ディスタンス(MND)
- マキシマム・ディスタンス(MXD)
- ミニマム・ディスタンス・ダブル・ドロップ(MNDD)
- マキシマム・ディスタンス・ダブル・ドロップ(MXDD)
- エルボー・タスク(ELB)
- カリキュレイテッド・レイティング・アクセス・タスク(CRAT)